# ارمنستان در ۱۹۸۸
لیست زیر رویدادهایی است که در طی سال ۱۹۸۸ (میلادی) در ارمنستان اتفاق افتاده است.

## زادگان
- ۱۸ مارس: هوهانس گوهاریان، بازیکن فوتبال
- ۵ آوریل: گئورگ قازاریان، بازیکن فوتبال
- ۸ آوریل: سوس جانیبکیان، نویسنده، تهیه‌کننده و هنرپیشه
- ۲۰ آوریل: ملینه دالوزیان، وزنه‌بردار
- ۹ ژوئن: تیگران گوورگ مارتیروسیان، وزنه‌بردار
- ۶ سپتامبر: داوید بژانیان،  وزنه‌بردار
- ۲۳ اکتبر: سیلوا هاکوبیان، خواننده
- ۲۵ نوامبر: کارلن مکردجیان، بازیکن فوتبال

## درگذشتگان
- ۱۴ مارس: هنریک مالیان، ۶۲, کارگردان فیلم و نویسنده
- ۳۱ اوت: ادگار الباکیان، ۶۱, هنرپیشه